# Condado de Inverness
O Condado de Inverness é um dos 18 condados da província canadense de Nova Escócia. A população do condado é de cerca de 17,235 habitantes e a área territorial é de 3,831.17 quilômetros quadrados.